# NBA 2K
NBA 2K est une série de jeux vidéo de basket-ball développée par Visual Concepts et éditée par Sega Sports, puis par 2K Sports depuis 2005. La série est apparue en 1999 avec NBA 2K et en est à son vingt-cinquième opus en 2024 avec NBA 2K25

## Histoire de la série
En 2002, Sega ajoute le nom du réseau de télévision de sport ESPN à sa série. La marque ESPN est utilisée durant trois éditions, avant que celle-ci ne signe un contrat avec EA Sports. En 2005, Sega vend sa série à Take-Two Interactive, qui publie aujourd'hui les jeux à travers 2K Sports, l'un de ses labels.
En 2018, la NBA lance une compétition de sport électronique sur le jeu NBA 2K.
Allen Iverson a figuré sur la jaquette des cinq premières éditions. Ben Wallace, Shaquille O'Neal (à deux reprises), Chris Paul, Kevin Garnett et Kobe Bryant par la suite. Pour l'édition 2011 sortie en octobre 2010, c'est Michael Jordan qui figure sur la couverture. Pour l'édition 2012, qui est sortie en octobre 2011, c'est encore Michael Jordan, mais également Larry Bird et Magic Johnson qui figureront sur les trois différentes couvertures.
Derrick Rose, Kevin Durant et Blake Griffin sont sur la couverture en 2013 produit par Jay-Z, LeBron James est la star du volume 2014 et de l'édition anniversaire de nba2k19 et Kevin Durant pour NBA 2K15.
LeBron James a co-produit avec 2K Sports, le prologue du mode carrière d'NBA 2K20. Anthony Davis (basket-ball) est le joueur présent sur la jaquette d'NBA 2K20.
2K Sports annonce, le 11 Juin 2020, la sortie d'NBA 2K21 à l'automne 2020 sur la PlayStation 4, la Xbox One et la Nintendo Switch. Dès leurs sorties, NBA 2K21 sera disponible sur la PlayStation 5 et la Xbox Series.

## Jeux de la série
| Année de sortie | Titre               | Consoles                                                             |
| --------------- | ------------------- | -------------------------------------------------------------------- |
| 1999            | NBA 2K              | Dreamcast                                                            |
| 2000            | NBA 2K1             | Dreamcast                                                            |
| 2001            | NBA 2K2             | Dreamcast, PS2, Xbox, GameCube                                       |
| 2002            | NBA 2K3             | PS2, Xbox, GameCube                                                  |
| 2003            | ESPN NBA Basketball | PS2, Xbox                                                            |
| 2004            | ESPN NBA 2K5        | PS2, Xbox                                                            |
| 2005            | NBA 2K6             | PS2, Xbox, Xbox 360                                                  |
| 2006            | NBA 2K7             | PS2, PS3, Xbox, Xbox 360                                             |
| 2007            | NBA 2K8             | PS2, PS3, Xbox 360                                                   |
| 2008            | NBA 2K9             | PS2, PS3, Xbox 360, Windows                                          |
| 2009            | NBA 2K10            | PS2, PS3, PSP, Xbox 360, Windows                                     |
| 2010            | NBA 2K11            | PS2, PS3, PSP, Xbox 360, Wii, Windows                                |
| 2011            | NBA 2K12            | PS2, PS3, PSP, Xbox 360, Wii, Windows, iOS                           |
| 2012            | NBA 2K13            | PS3, PSP, Xbox 360, Wii, Wii U, Windows, iOS, Android                |
| 2013            | NBA 2K14            | PS3, PS4, Xbox 360, Xbox One, Windows, iOS, Android                  |
| 2014            | NBA 2K15            | PS3, PS4, Xbox 360, Xbox One, Windows, iOS, Android                  |
| 2015            | NBA 2K16            | PS3, PS4, Xbox 360, Xbox One, Windows, iOS, Android                  |
| 2016            | NBA 2K17            | PS3, PS4, Xbox 360, Xbox One, Windows, iOS, Android                  |
| 2017            | NBA 2K18            | PS3, PS4, Xbox 360, Xbox One, Nintendo Switch, Windows, iOS, Android |
| 2018            | NBA 2K19            | PS4, Xbox One, Nintendo Switch, Windows, iOS, Android                |
| 2019            | NBA 2K20            | PS4, Xbox One, Nintendo Switch, Windows, iOS, Android                |
| 2020            | NBA 2K21            | PS4, Xbox One, Nintendo Switch, Windows, iOS, Android                |
| 2021            | NBA 2K22            | PS4, Xbox One, Nintendo Switch, Windows, iOS, Android                |
| 2022            | NBA 2K23            | PS4, Xbox One, Nintendo Switch, Windows, iOS, Android                |
| 2023            | NBA 2K24            | PS4, Xbox One, Nintendo Switch, Windows, iOS, Android                |